# ترساق
ترساق مدينة عراقية تقع في محافظة ديالى شرق العراق. تقع المدينة قرب الحدود العراقية الإيرانية. اغلب سكانها من الاكراد الفيلية.